# 邢丽英
邢丽英（1965年2月—），女，山东烟台人，中国复合材料专家，中国航空制造技术研究院研究员，中国复合材料学会副理事长，中国工程院院士。